# Вугілля
Вугі́лля, викопне вугілля — тверда осадова порода, горюча копалина, утворена шляхом вуглефікації рослинних залишків під дією тиску та високих температур без доступу кисню. Одна з найпоширеніших у природі та найбільше використовуваних людиною корисних копалин. Вугілля слугує цінним паливом та сировиною для металургійної та хімічної промисловості.

## Характеристики вугілля

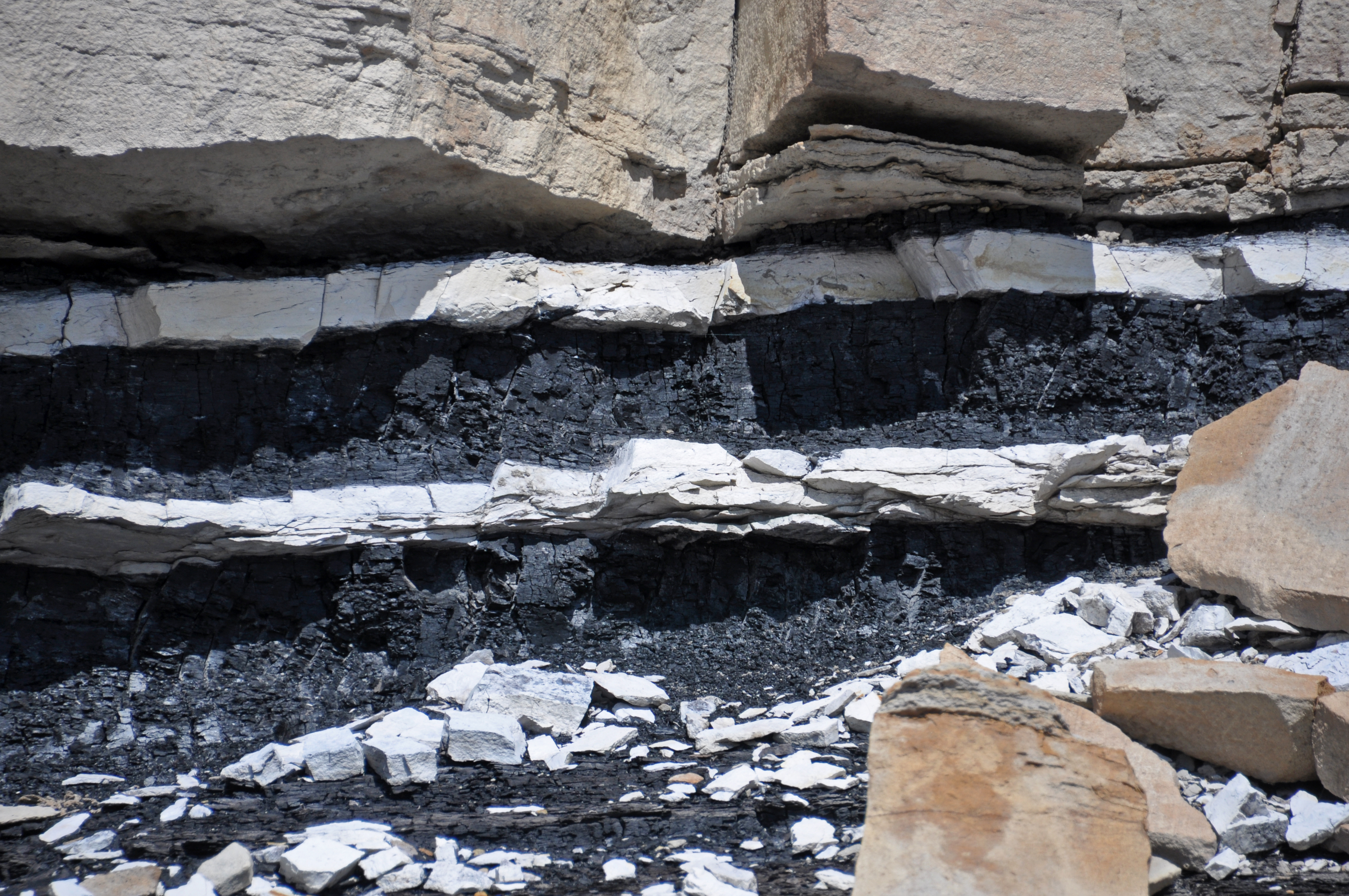
Вугільні пласти

### Загальні характеристики
Вугілля — один з найпоширеніших видів корисних копалин, його виявлено на всіх континентах земної кулі. Викопне вугілля становить близько 87,5 % викопного палива Землі. Характеризується різними відтінками кольору (від бурого до чорного), блиску (від гладкого до матового), різною текстурою (землистою, шаруватою, монолітною), структурою (смугастою, штриховою, однорідною та ін.), поверхнею зламу (зернистою, гладенькою, напівраковинною та ін.), різною тріщинністю з плитчастою, кутасто-грудкуватою та ін. відмінами; поодинокими включеннями вуглефікованих фрагментів різних частин рослин; прошарками осадових порід, мінеральних включень і залишків рослинного матеріалу.
Густина 0,92-1,7 г/см³, твердість 1-3 за шкалою Мооса. Виділяють гумоліти (кам'яне вугілля, буре вугілля та антрацити), сапропеліти й сапрогумоліти.

### Склад

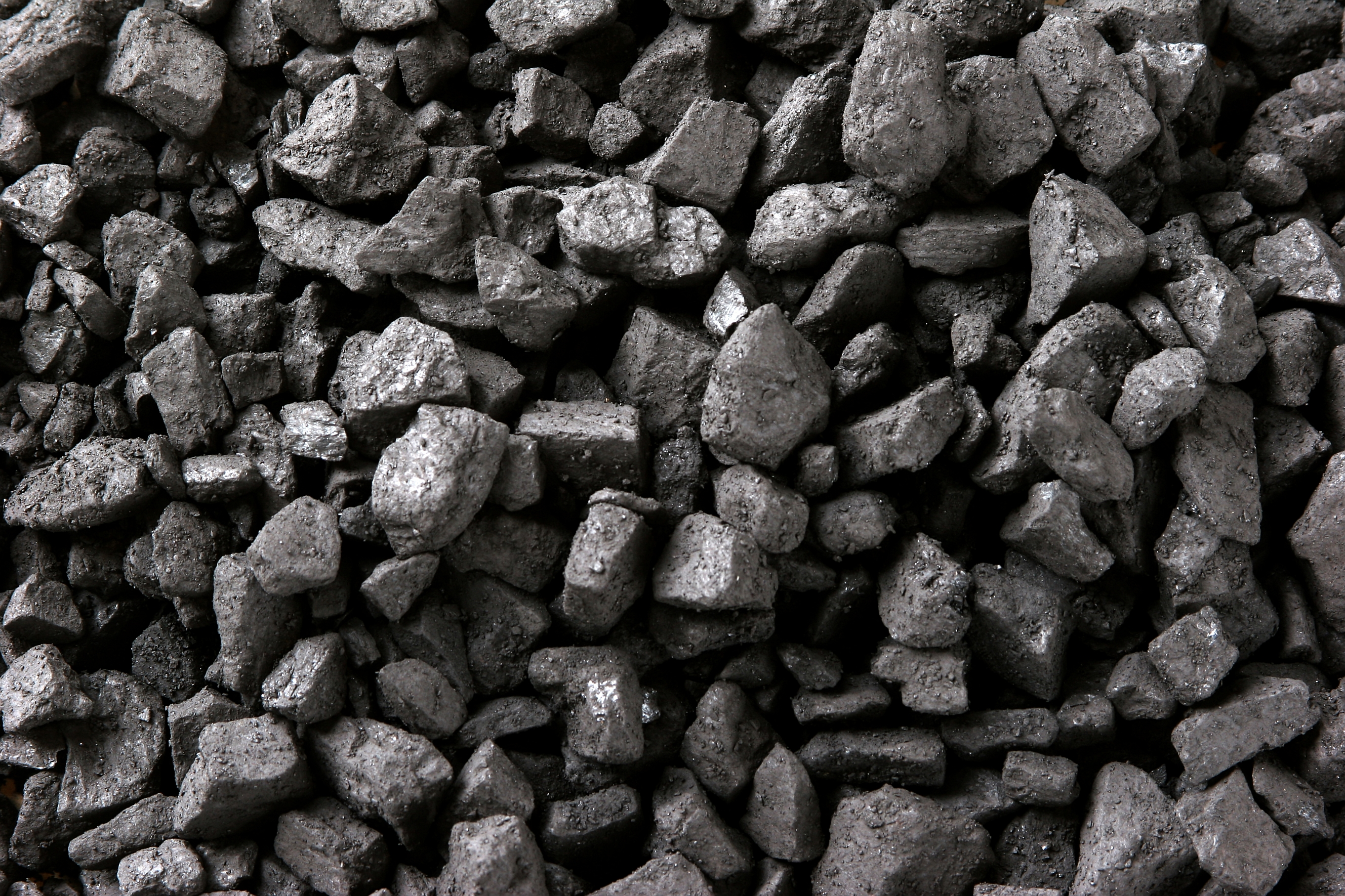
Купа подрібненого вугілля

Основні компоненти вугілля: органічна речовина, мінеральні домішки і волога. Виділяють фітерали (залишки рослинного матеріалу) та мацерали (вуглеутворюючі компоненти). Маса органічної речовини становить 50-97 % від загальної маси сухого вугілля. Хімічний склад органічної частини вугілля включає C, H, O, S, N та інші хімічні елементи. Переважає вуглець, на частку якого припадає 60-98 % маси вугільної речовини. Мінеральні домішки розсіяні в органічній масі у вигляді кристалів, конкрецій, тонких прошарків і лінз. Найпоширеніші глинисті мінерали; вміст їх в середньому становить 60-80 % від загальної маси неорганічного матеріалу. Підлегле значення мають карбонати, сульфіди заліза і кварц. У незначних кількостях містяться сульфіди кольорових і рідкісних металів, фосфати, сульфати, солі лужних металів. Відносний вміст мінеральних домішок в сухій речовині вугілля коливається в широких межах (зольність 50-60 %).
Волога вугілля в основному сорбційна, капілярна та порова, частково волога входить до складу органічної маси або міститься в кристалізаційних ґратках мінералів (пірогенетична волога). Масова частка сумарної вологи коливається від 60 % в м'яких пухких до 16 % в щільному бурому вугіллі, знижуючись до 6-10 % в кам'яному вугіллі і антрацитах. Мінімальну вологість (до 4 %) має середньометаморфізоване кам'яне вугілля. Величина цього показника — один з основних параметрів класифікації бурого вугілля.

### Текстура
Просторове розташування компонентів вугілля незалежно від їхньої величини, форми й речовинного складу. Найбільш характерною для вугілля є шарувата та масивна текстури. Рідше зустрічається однорідна, зерниста та листувата. Текстура вугілля обумовлена умовами накопичення органічної речовини та наступними метаморфічними процесами.

### Структура

Мікроструктура вугілля

Структура вугілля — комбінація інгредієнтів і мікрокомпонентів вугілля. Розрізняють мікро- і макроструктуру. Макроструктура — комбінація видимих простим оком у вертикальному зламі різних за величиною, формою й речовинним складом інгредієнтів. За макроструктурою виділяють однорідне і смужкувате вугілля. Мікроструктура складається невидимими неозброєним оком деталями в межах від одиниць до сотень нанометрів. Буває ґлобулярна (згорнуті поодинокі макромолекули або їх групи), смугаста (структури всіх полімерів у високоеластичному стані), фібрилярна (лінійні пачки та їх аґреґати довгастої форми), крупноструктурна (сфероліти).

### Пористість
Пористість вугілля — наявність пор у вугільній речовині; характеристика розмірів і кількості пор у вугіллі.
Пори вугілля класифікують на:
- мікропори (доступні СО2 при звичайній температурі) з переважаючим діаметром близько 1,5 нм і з отворами та звуженнями, які обмежують доступ до них, розміром близько 0,5 нм. Ці пори обумовлюють питому поверхню;
- перехідні пори (мезопори) — доступні азоту при низьких температурах з розміром 2–7 нм;
- макропори.

## Властивості

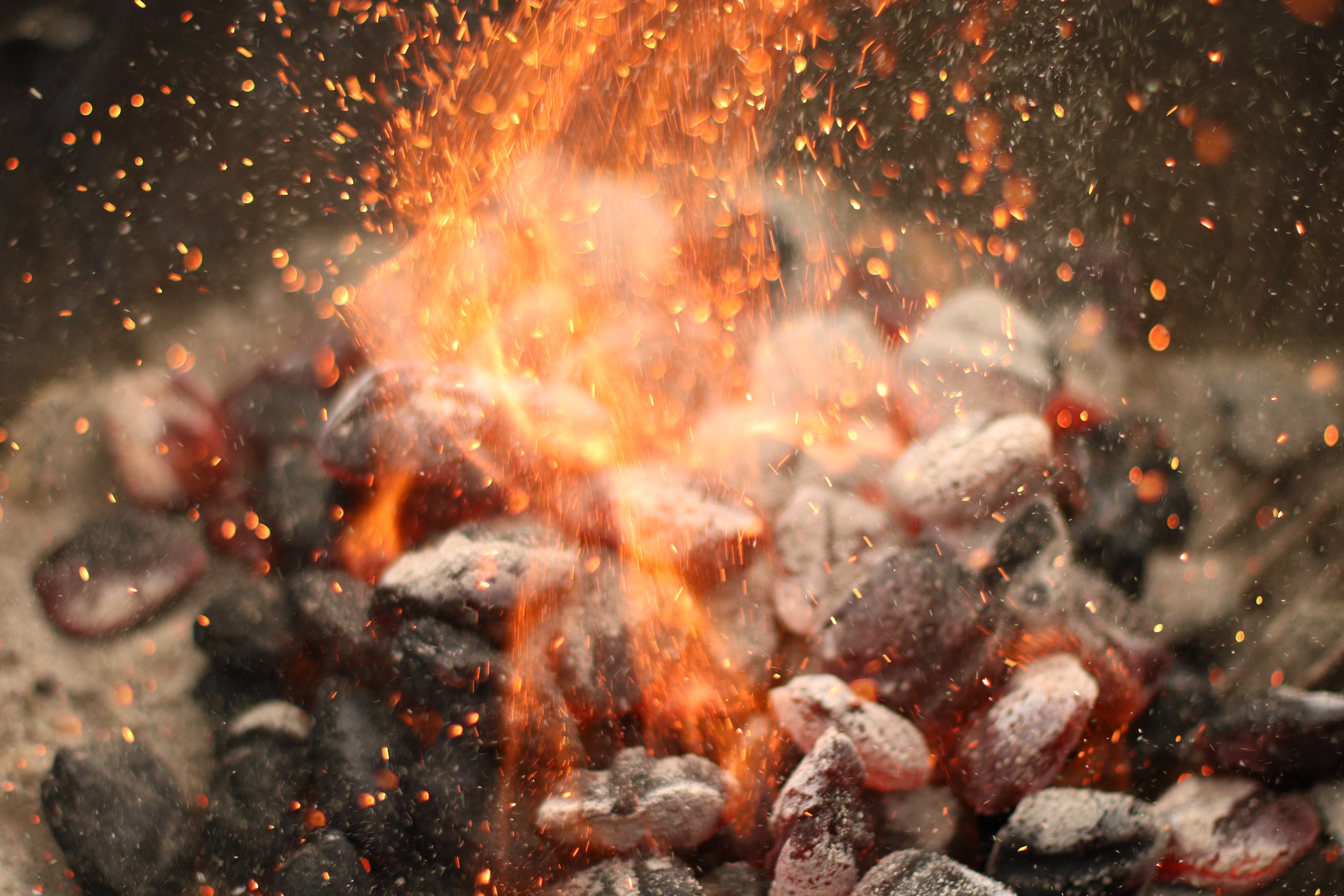
Горіння вугілля

### Фізичні властивості
До термічних властивостей вугілля відносять ті, що виявляються у вугіллі під впливом теплових полів, а до електромагнітних — властивості, які виявляються при впливі на вугілля електричних, магнітних полів і електромагнітних коливань. До електромагнітних властивостей умовно можна віднести радіаційні, котрі проявляються при впливі на вугілля потоків мікрочастинок або електромагнітних хвиль значної жорсткості (рентгенівські, гамма-промені).
Вища теплота згоряння сухого беззольного вугілля коливається в межах (МДж/кг): для бурих 25,5-32,6, для кам'яних 30,5-36,2 і для антрацитів 35,6-33,9. Нижча теплота згоряння в перерахунку на робоче паливо (МДж/кг): 6,1-18,8 для бурого вугілля, 22,0-22,5 для кам'яного вугілля і 20-26 для антрацитів.
Питомий електроопір вугілля підвищується з переходом від бурого до кам'яного і досягає максимуму на середній стадії вуглефікації (Сdaf =87%), а потім меншає із зростанням ступеня метаморфізму, складаючи у антрацитів 102−103 Ом·см.
Окиснення вугілля приводить до значного зниження його опору при температурах до 100 °С, коефіцієнт анізотропії кам'яного вугілля становить 1,73-2,55, антрациту 2,00-2,55. Нечисленні досліди показали, що опір цілика і порошку вугілля практично збігаються. Питомий електричний опір зростає із збільшенням зольності.

### Фізико-механічні властивості

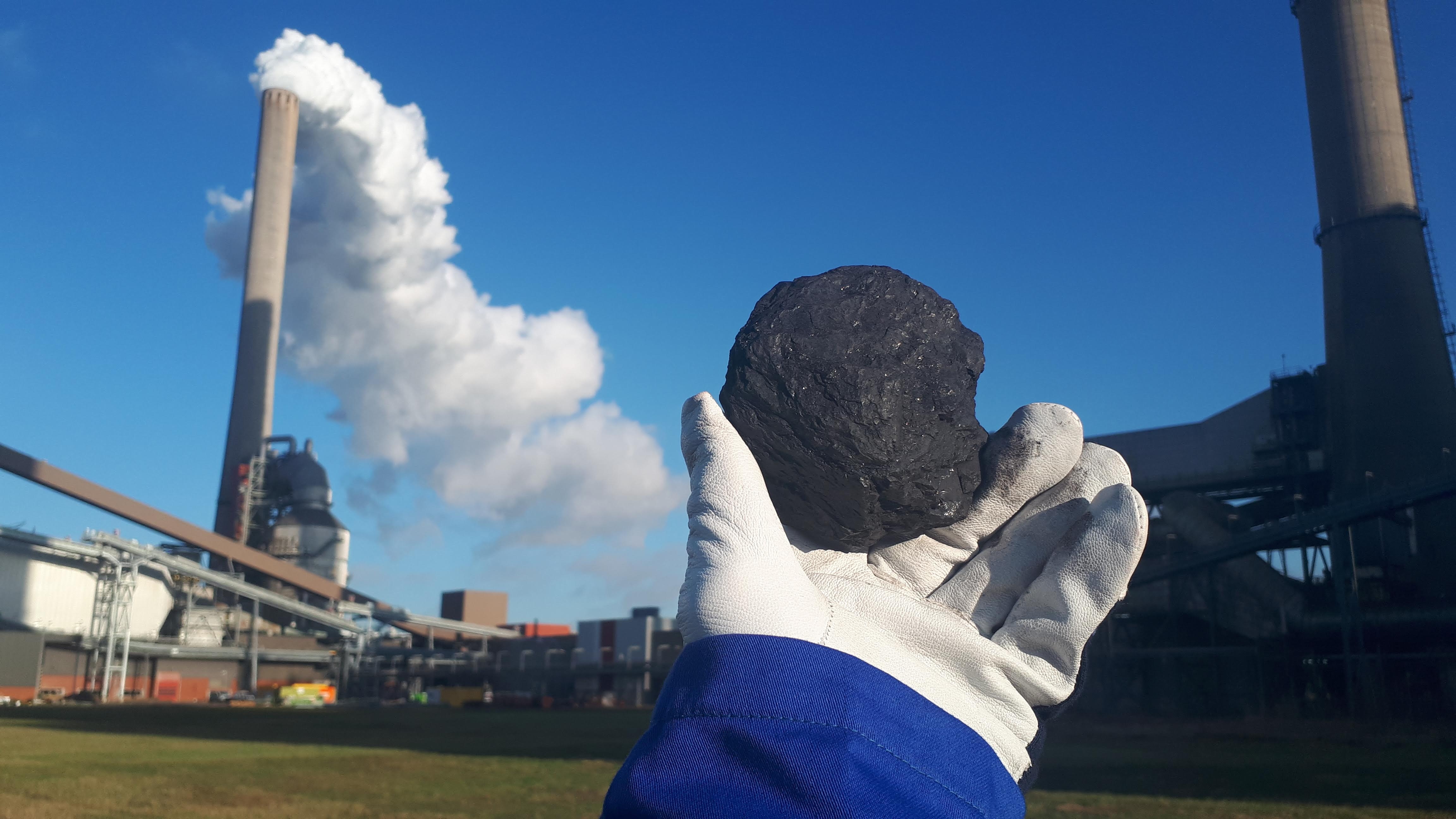
Зразок вугілля на фоні теплової електростанції

Основні фізико-механічні властивості вугілля:
- а) пружність — здатність відновлювати свої первинні розміри після зняття навантаження;
- б) пластичність — здатність зберігати деформацію аж до межі текучості після зняття навантаження;
- в) твердість — здатність чинити опір пружним і пластичним деформаціям при місцевій силовій дії на поверхню тіла;
- г) міцність — здатність чинити опір руйнуванню під дією напружень;
- д) крихкість — здатність руйнуватися без помітного поглинання енергії;
- е) дробимість — властивість, що визначається сукупністю твердості, в'язкості і тріщинуватості;
- ж) тривкість — умовне поняття, яке символізує сукупність механічних властивостей і виявляється в різних технологічних процесах при видобутку і переробці вугілля.

### Хімічні властивості
Елементний склад (вміст вуглецю, водню, кисню і азоту) є загальноприйнятою характеристикою органічної маси вугілля. За даними елементного складу можна з достатнім ступенем точності визначити теплоту згоряння, теоретичну температуру горіння і склад продуктів горіння, вихід продуктів термічного розкладу і ступінь вуглефікації. Однак вуглець, водень і кисень входять не тільки до складу органічної маси вугілля, але й мінеральних домішок, які при хімічному аналізі частково розкладаються. У зв'язку з цим елементний склад визначається не зовсім точно і він повністю не відображує істинний склад органічної маси, тому результати елементного складу звичайно перераховують на беззольну масу.
Вугілля, нагріте до високих температур без доступу повітря, розкладається з утворенням рідких і газоподібних продуктів (в основному вуглеводнів), які називаються леткими речовинами. Твердий продукт, що виникає в результаті термічного розкладу вугілля, називається коксовим залишком або корольком. Вміст і склад летких речовин залежать від термічної дії (температури і тривалості нагріву). Вихід летких речовин залежить від стадії метаморфізму. В багатьох класифікаціях вихід летких речовин використовується як параметр, що характеризує стадію метаморфізму і промислову марку вугілля.

## Утворення вугілля

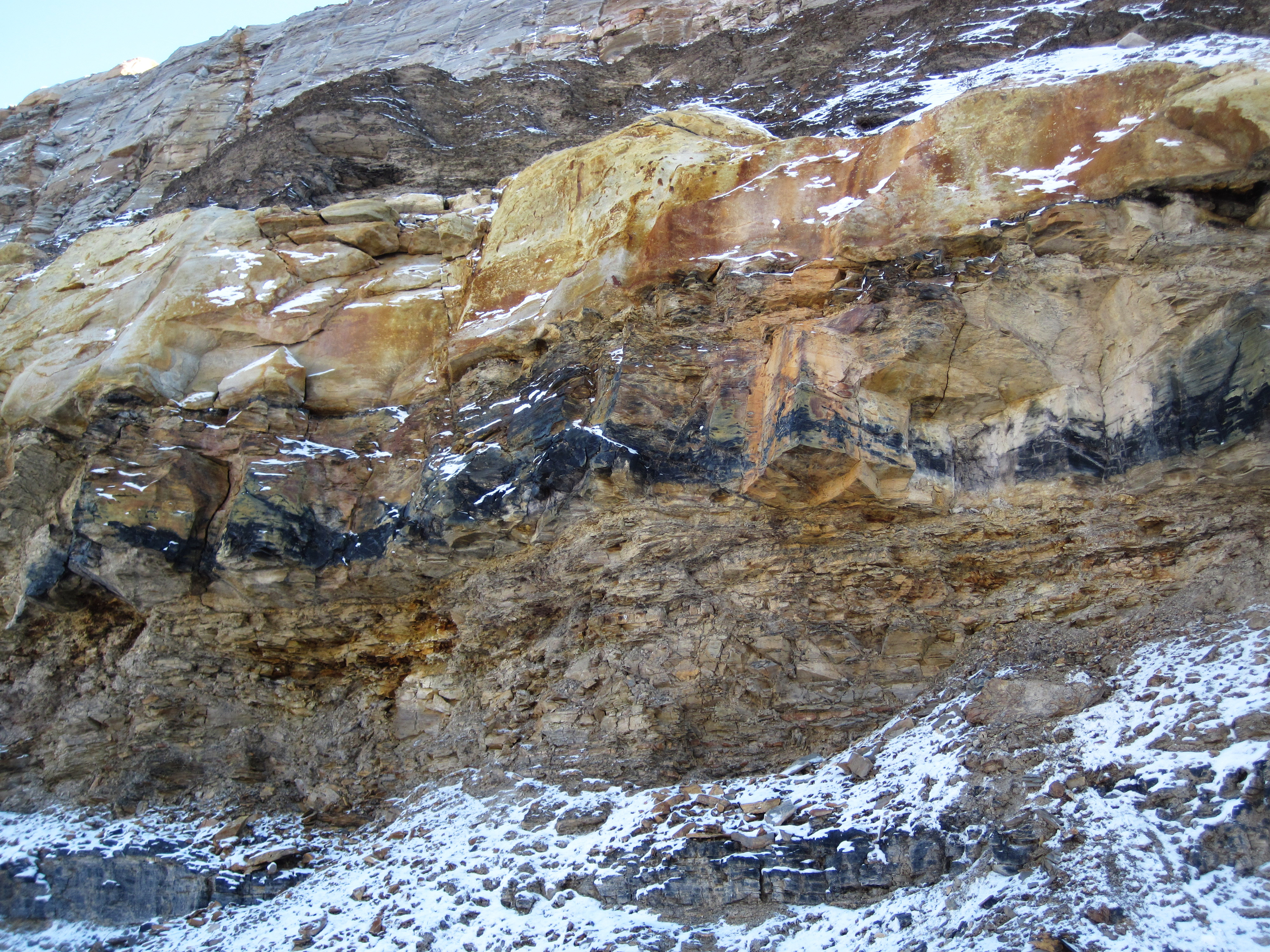
Шар вугілля в товщі осадових порід

Для утворення вугілля необхідне рясне накопичення рослинної маси. У стародавніх торф'яних болотах накопичувалася органічна речовина, з якої без доступу кисню формувалися поклади вугілля. Більшість промислових родовищ викопного вугілля належать до цього кам'яновугільного періоду, хоча існують і молодші родовища. Вік найдавнішого вугілля оцінюється приблизно в 350 мільйонів років.
Вугілля утворюється в умовах, коли гниючий рослинний матеріал накопичується швидше, ніж відбувається його бактерійне розкладання. Ідеальні умови для цього є в болотах, де стояча вода збіднена киснем, перешкоджає життєдіяльності бактерій і тим самим оберігає рослинну масу від повного руйнування. На певній стадії процесу, кислоти, які виділяються в його ході, запобігають подальшій діяльності бактерій. Так виникає торф — початковий продукт для утворення вугілля. Якщо потім відбувається його поховання під іншими наносами, то торф під дією стиснення, втрачаючи воду і гази, перетвориться у вугілля.
Під тиском товщі осадів потужністю 1 кілометр з 20-метрового шару торфу виходить пласт бурого вугілля завтовшки 4 метри. Якщо глибина поховання рослинного матеріалу досягає 3 кілометри, то такий же шар торфу перетвориться на пласт кам'яного вугілля завтовшки 2 метри. На більшій глибині, близько 6 кілометрів, і при вищій температурі 20-метровий шар торфу стає пластом антрациту завтовшки в 1,5 метра.
В результаті руху земної кори, вугільні пласти зазнавали підняття і складкоутворення. З часом підняті частини руйнувалися за рахунок ерозії, а опущені зберігалися в широких неглибоких басейнах, де вугілля знаходиться на рівні не менше 900 метрів від земної поверхні.

## Класифікація вугілля

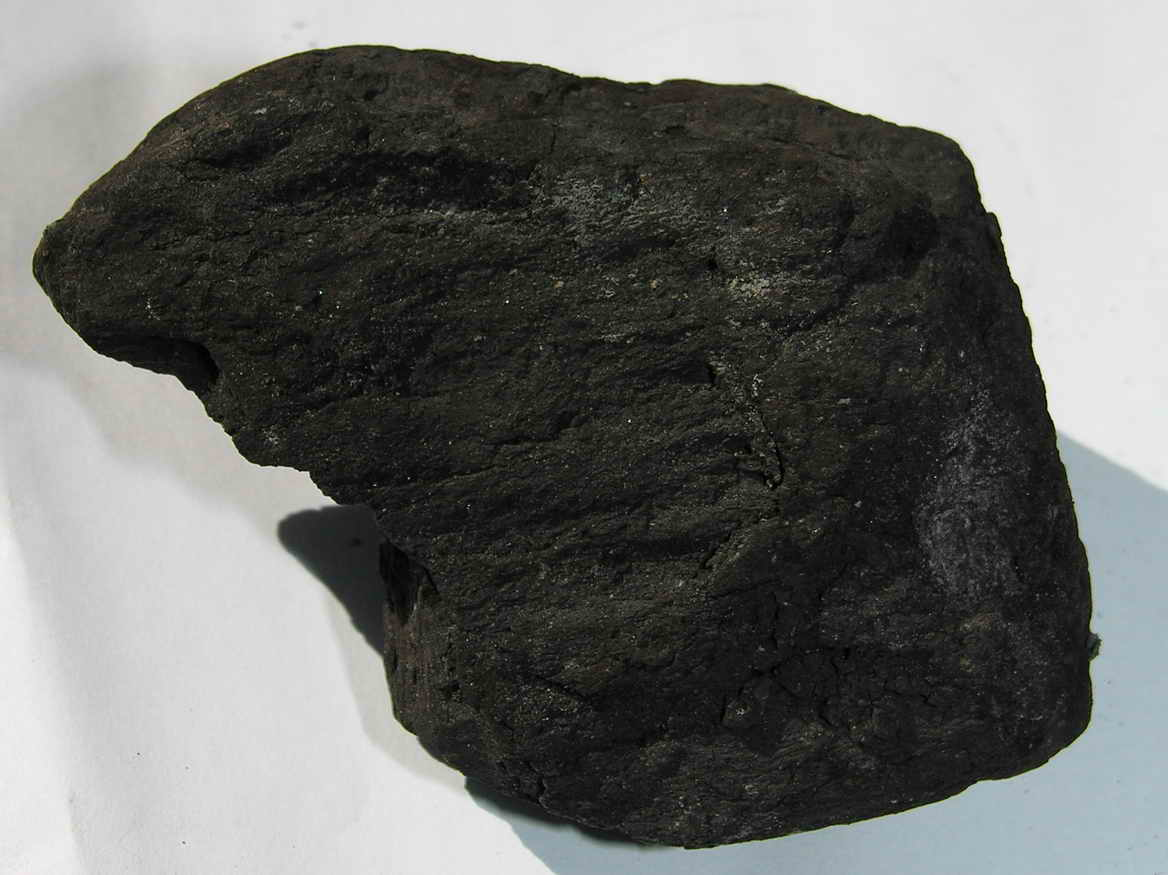
Буре вугілля

Буре вугілля — тверде викопне вугілля, що утворилося з торфу, містить 65-70 % вуглецю, бурого кольору, наймолодше з викопного вугілля. Використовується як місцеве паливо, а також як хімічна сировина. Містить багато води (43 %), і тому має низьку теплоту згоряння. Крім того, містить більшу кількість летких речовин (до 50 %).
Утворюється з відмерлих органічних решток під тиском навантаження і дією підвищеної температури на глибинах близько 1 км. У Європі поклади бурого вугілля здебільшого належать до палеоген-неогенової доби, в Азії — переважно юрської, меншою мірою крейдової і палеоген-неогенової, на інших континентах — крейдової і палеоген-неогенової доби. В Україні основні запаси бурого вугілля належать до палеогенових відкладів. Поклади залягають на невеликих глибинах та сягають завтовшки зазвичай 10-60 м, зрідка 100-200 м. Тому буре вугілля переважно добувається кар'єрним способом. Буре вугілля, що містить впізнавані залишки рослин, називається лігнітом.
Кам'яне вугілля — щільна порода чорного, іноді сіро-чорного кольору. Блиск смоляний або металічний. Містить 75-92% вуглецю. Вологість 1-12 %. Вміст  летких речовин 2-48%. Характеризується високою теплотворністю 30,5-36,8 МДж/кг.
Залягає в формі пластів і лінзовидних покладів завтовшки від кількох см до сотень м, на глибині до 2,5 км і більше. Пласти зазвичай складаються з чергованих літотипів. Утворювалося від девону до неогену включно; найактивніше вуглеутворення відбувалося в карбоні, пермі та юрі.

Використовується як  технологічна, енерго-технологічна і енергетична сировина при виробництві коксу і напівкоксу з отриманням великої кількості хімічних продуктів (нафталін, феноли, пек тощо), на основі яких одержують добрива, пластмаси, синтетичні волокна, лаки, фарби і т.і.

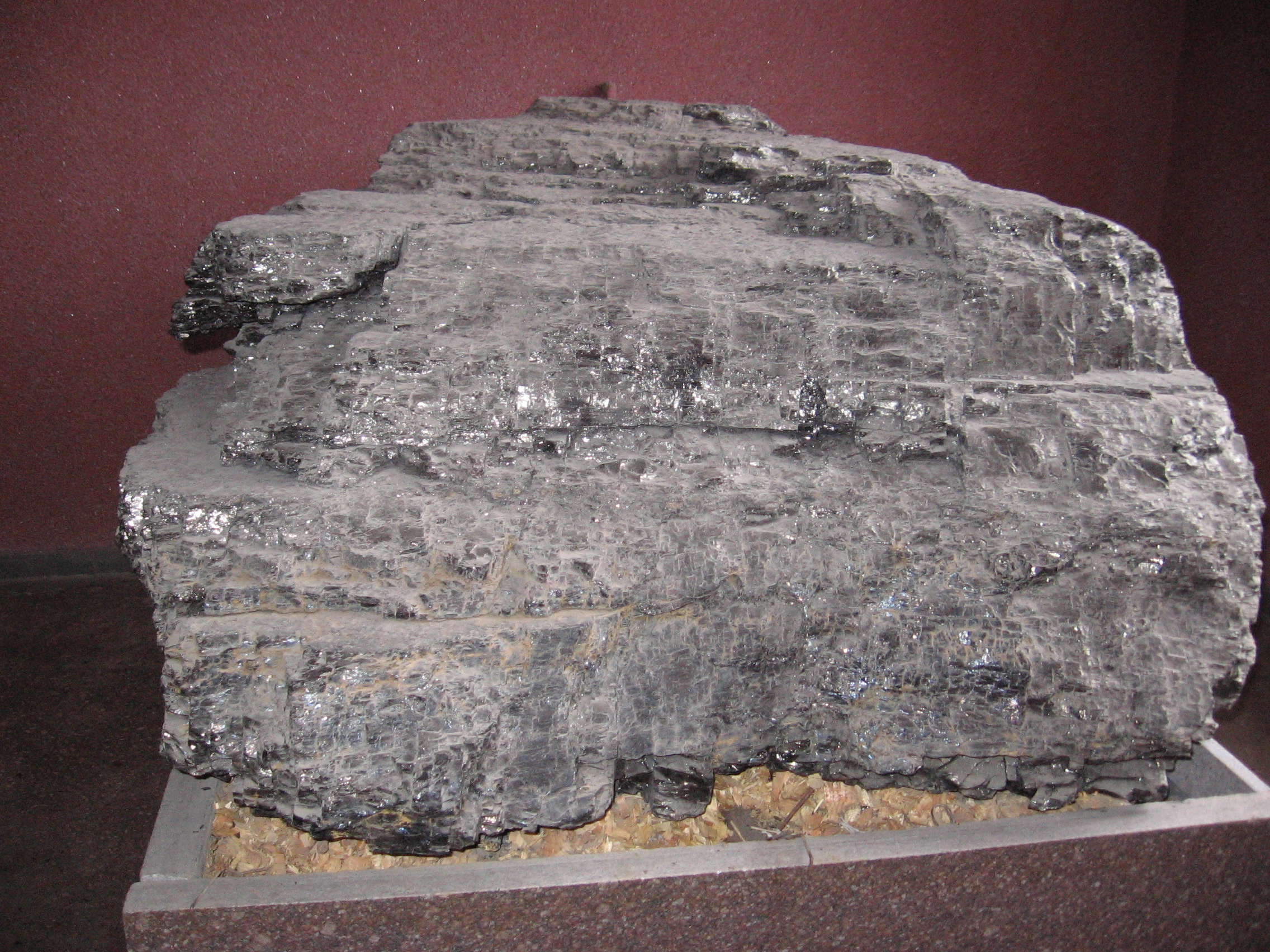
Антрацит

Антрацит — це викопне вугілля, що виникло при температурі 350-550 °C, найбільш метаморфізований різновид вугілля. Містить 95 % вуглецю. Характеризується великою густиною і блиском, колір чорний або сіруватий. Практично не містить впізнаваних рослинних решток. На відміну від інших видів вугілля, не спікається. Застосовується як тверде висококалорійне паливо завдяки його високій теплотворності 33-35 МДж/кг. Крім того, слугує сировиною в чорній та кольоровій металургії, хімічній та електротехнічній промисловості тощо, для виготовлення абразивів, відновлювачів, електродів.
У міру перетворення бурого вугілля на антрацит відбувається зростання частки вуглецю, зниження вмісту кисню, а на вищих стадіях — водню і азоту. З підвищенням ступеня якості вугілля зростають блиск і відбивна здатність, оптична анізотропія, мікротвердість, змінюються мікрокрихкість, тріщинуватість, люмінесценція, частка органічної маси, гідрофільність, теплопровідність, електрична властивості, швидкість проходження ультразвуку, спікливість, теплота згоряння.
За класифікацією, введеною у 1990 р. (ГОСТ 25543-88), передбачено таке віднесення вугілля:
- до бурого при середньому показнику відбиття вітриніту Ro менше 0,60 % і вищій теплоті згоряння в перерахунку на вологий беззольний стан (Qsaf) менше 24 МДж/кг;
- до кам'яного вугілля — при середній величині Ro 0,40-2,59 %, Qsaf 24 МДж/кг і більше і виході летких речовин в перерахунку на сухий беззольний стан (Vdaf) 8 % і більше;
- до антрацитів — при середній величині Ro від 2,20 % і більше і Vdaf менше за 8 %.

Передбачене визначення наступних генетичних параметрів вугілля:
- міри їх метаморфізму (встановлюється за Ro),
- особливості петрографічного складу — мінімальний сумарний вміст фюзенізованих опіснюючих компонентів — ОК, %;
- максимальна вологоємність на беззольний стан Waf
max % — для бурого вугілля,
вихід летких речовин Vdaf, % — для кам'яного вугілля,
Vvdaf, см³/г — для антрацитів;
- вихід смол напівкоксування Тskdaf для бурого вугілля,
спікливість за товщиною пластичного шару «Y», мм, і індексу Рога RI для кам'яного вугілля,
анізотропія відбиття витриніту AR, % для антрацитів.

За перерахованими показниками виділено 50 класів вугілля з Ro від 0,20 до 5,0 % і більше, 8 категорій з ОК від 10 до 69 %, 6 типів бурого вугілля з Wafmax від 20 до 70 %, 11 — кам'яного з Vdaf від 48 до 8 % і 4 — антрацитів з Vvdaf від 200 до 100 см³/г, 4 підтипи бурого вугілля з Тskdaf від 20 до 10 % , 23 — кам'яного за показниками спікливості і 6 — антрацитів за показниками анізотропії відбиття витриніту.
В залежності від крупності вугілля, що визначає його товарну цінність та галузь споживання, вугілля класифікують за сортом.
Види викопного вугілля
| Вид вугілля     | Середній показник відбиття вітриніту R0,% | Теплота згоряння на вологий беззольний стан Qsds, МДж/кг | Вихід летких речовин на сухий беззольний стан Vdaf, % |
| Буре вугілля    | Менше 0,60                                | Менше 24                                                 | -                                                     |
| Кам'яне вугілля | Від 0,40 до 2,59                          | 24 і більше                                              | 9 і більше                                            |
| Антрацит        | 2,40 і більше                             | -                                                        | менше 9                                               |

Класифікація вугілля України (ДСТУ 3472-96)
| Марка вугілля          | Позначення марки | Класифікаційні показники                    | Класифікаційні показники     | Класифікаційні показники       | Класифікаційні показники | Класифікаційні показники         |
| Марка вугілля          | Позначення марки | Середній показник відбитгя вітриніту, R0, % | Вихід летких речовин Vdaf, % | Товщина пластичного шару Y, мм | Індекс Рога RI, відн. од | Теплота згоряння Qdaf s, МДж/кг* |
| Буре                   | Б                | <0,4                                        | Від 50 до 70                 | -                              | -                        | <24*                             |
| Довгополуменеве        | Д                | Від 0,4 до 0,6 (включно)                    | 35-50                        | <6                             | -                        | -                                |
| Довгополуменеве газове | ДГ               | 0,50-0,80                                   | 35-48                        | Від 6 до 9 (включно)           | -                        | -                                |
| Газове                 | Г                | 0,50-1,0                                    | 33-46                        | 10-16**                        | -                        | -                                |
| Жирне                  | Ж                | 0,85-1,20                                   | 28-36                        | 17-38                          | -                        | -                                |
| Коксівне               | К                | 1,21-1,60                                   | 18-28                        | 13-28                          | -                        | -                                |
| Піснувато-спікливе     | ПС               | 1,30-1,90                                   | 14-22                        | 6-12                           | Від 13 до 50 (включно)   | -                                |
| Пісне                  | П                | 1,60-2,59                                   | 8-18***                      | <6                             | >13                      | Від 35,2 до 36,5 (включно)       |
| Антрацит               | А                | 2,60-5,60                                   | <8                           | -                              | -                        | <35,2                            |

Див. Петрогенетична класифікація викопного вугілля

### Маркування вугілля
Промислові класифікації викопного вугілля відображають практику їх використання, що склалася. В Україні основа традиційної промислової класифікації викопного вугілля — їх марочна приналежність. Марка вугілля — умовна назва різновидів вугілля, близьких за генетичними ознаками і основними енергетичними і технологічними властивостями.
Все буре вугілля належить до однієї марки Б, а антрацити — до марки А. Всередині марок виділяють технологічні групи викопного вугілля. Буре вугілля за вмістом робочої вологи поділяється на 3 технологічні групи: 1Б (W понад 40 %), 2Б (31-40 %), 3Б (W менше 30 %), вугілля Дніпровського басейну технологічної групи 1Б додатково поділяють на 4 групи за виходом смол і кожна з них на 4 підгрупи за величиною вищої теплоти згоряння (по бомбі).
За сукупністю генетичних параметрів вугілля кодується семизначним кодовим числом. Відповідно до генетичних параметрів визначаються технологічна марка, група і підгрупа вугілля. Всього виділено 17 марок, з них по одній для бурого (Б) вугілля і антрацитів (А) і 15 для кам'яного вугілля: довгополуменеве (Д), довгополуменеве газове (ДГ), газове (Г), газове жирне опіснене (ГЖО), газове жирне (ГЖ), жирне (Ж), коксове жирне (КЖ), коксівне (К), коксове опіснене (КО), коксове слабкоспікливе низькометаморфізоване (КСН), коксове слабкоспікливе (КС), опіснене спікливе (ОС), пісне спікливе (ПС), слабкоспікливе (СС) і пісне (П). Інші варіанти цієї класифікації виділяють 16-18 марок вугілля кам'яного. Надалі така класифікація була вдосконалена.
За Стандартом України «Вугілля буре, кам'яне та антрацит» (ДСТУ 3472-96) в залежності від значень середнього показника відбивання вітриніту Ro, виходу летких речовин Vdaf, теплоти згоряння на сухий беззольний Qsdaf або вологий беззольний Qsaf стан та спікливості, яка оцінюється товщиною пластичного шару «Y» і індексом Рога RI вугілля України поділяється на марки.

### Закордонні класифікації
У закордонних класифікаціях вугілля прийнятий підрозділ їх на бурі, кам'яні і антрацити з додатковим виділенням лігнітів або ототожненням останніх з бурим вугіллям. Дрібніші підрозділи в цих класифікаціях основані на ступені їх вуглефікації і зумовлених нею таких найважливіших показниках промислових властивостей, як питома теплота згоряння і спікливість.
У класифікації Грюнера, поширеній у закордонних європейських країнах, прийняті такі основні параметри:
- елементний склад,
- вихід і властивості нелеткого залишку.

У США викопне вугілля поділене на 4 класи:
- лігніти,
- суббітумінозне вугілля,
- бітумінозне вугілля,
- антрацити.

У кожному класі виділені групи для лігнітів і неспікливого (суббітумінозного) вугілля за величиною вищої питомої теплоти згоряння беззольного вугілля, а для вугілля, що спікається (бітумінозного) і антрацитів, — за вмістом зв'язаного вуглецю і виходом летких речовин.

## Доведені запаси вугілля

Світові запаси вугілля за даними 2018 року

Світове споживання вугілля за даними 2018 року

На 2018 рік світові доведені запаси вугілля складали 1,054 трлн т. За збереження тодішніх темпів видобутку їх вистачить на 132 роки.
Понад 90 % світових запасів вугілля перебувають на території цих держав: США, Росія, Австралія, Китай, Індія, Індонезія, Німеччина, Україна, Польща, Казахстан. Переважно (70%) це поклади антрациту й кам'яного вугілля.
| Країна    | Запаси в млрд тонн | Відсоток від світових запасів |
| --------- | ------------------ | ----------------------------- |
| США       | 250,2              | 24%                           |
| Росія     | 160,3              | 15,2%                         |
| Австралія | 147,4              | 14%                           |
| Китай     | 138,8              | 13%                           |
| Індія     | 101,3              | 9%                            |
| Індонезія | 37                 | 3,5%                          |
| Німеччина | 36,1               | 3,4%                          |
| Україна   | 34,37              | 3,3%                          |
| Польща    | 26,4               | 2,5%                          |
| Казахстан | 25,6               | 2,4%                          |

## Вугільна промисловість

### Видобуток вугілля

Видобуток та імпорт бурого і кам'яного вугілля у країнах Європи

Відкритий видобуток. Розробка ведеться відкритим способом, якщо глибина залягання вугільного пласта не перевищує 100 метрів. Не рідкісні і такі випадки, коли при все більшому поглибленні вугільного кар'єру, далі вигідно вести розробку вугільного родовища підземним способом.
Підземний видобуток. Для добування вугілля з великих глибин використовуються шахти.
Супутні копалини. У вугленосних відкладеннях, разом з вугіллям, містяться багато видів георесурсів, які мають споживчу значущість. До них належать породи як сировина для будіндустрії, підземні води, метан вугільних пластів, рідкісні і розсіяні елементи, зокрема дорогоцінні метали і їх сполуки. Наприклад, деяке вугілля збагачене германієм.
Всього станом на 2018 рік у світі добувалося 3916,8 млн еквівалентних нафті тон вугілля (1 т вугілля = 0,525 еквівалентних т). Україна добувала 14,5 млн еквівалентних тон. Десятьма найбільшими добувачами вугілля були:
| Видобуток вугілля у 2018 р., в еквівалентних млн т нафти | Видобуток вугілля у 2018 р., в еквівалентних млн т нафти |
| -------------------------------------------------------- | -------------------------------------------------------- |
| Китай                                                    | 1828,8                                                   |
| США                                                      | 364,5                                                    |
| Індонезія                                                | 323,3                                                    |
| Індія                                                    | 308                                                      |
| Австралія                                                | 301,1                                                    |
| Росія                                                    | 220,2                                                    |
| ПАР                                                      | 143,2                                                    |
| Колумбія                                                 | 57,9                                                     |
| Казахстан                                                | 50,6                                                     |
| Польща                                                   | 47,5                                                     |

### Споживання вугілля
Найдавніше відоме використання вугілля відбувалося в Шеньянському районі Китаю, де до 4000 року до н. е. мешканці почали різьблення прикрас з чорного лігніту. Вугілля з шахти Фушунь на північному сході Китаю використовувалося для виплавлення міді ще в 1000 р. до н. е. . Марко Поло, італієць, який подорожував до Китаю в ХІІІ столітті, описував вугілля як «чорні камені, які палять як колоди», і вугілля було так багато, люди могли брати три гарячі ванни на тиждень. У Європі найперша згадка про використання вугілля як палива — це геологічний трактат «На камені» (Lap. 16) грецького вченого Теофраста (близько 371—287 рр. до н. е.).
З початку промислової революції у Європі, вугілля слугувало головним енергоносієм. Обсяг світового вуглевидобутку у ХІХ ст. збільшився в понад 50 разів і склав 750 млн т на рік. На початку ХХ ст. частка вугілля у світовому паливно-енергетичному балансі складала 94,4 %. Наприкінці 1960-х років ця частка скоротилася до 51%. Обсяги видобутку і споживання вугілля збільшувалися протягом всього ХХ ст., виключення складають роки Другої світової війни. У другій половині ХХ ст. вугілля активно витісняється і заміщується рідким та газоподібним паливом, які дають менше відходів, атомною та іншими видами енергії. Якщо у 1900 р. в структурі світового енергоспоживання нафта складала лише 3,8%, то з 1970 р. вона зайняла першу позицію, і у 2000 р. її частка досягла 34,1%, вугілля – 29,6%, газу – 26,5%.
Частка вугілля у сучасному світовому енергетичному балансі складає близько 25 %. Запаси вугілля, доцільні для розробки, досить великі (вони в багато разів перевищують запаси нафти і газу), і в майбутньому вугілля може відіграти головну роль у вирішенні проблеми задоволення зростаючої потреби в енергії.
Вугілля використовують для багатьох цілей, зокрема для виробництва металургійного коксу, хімічних продуктів, електроенергії, електродної продукції, карбіду, при агломерації залізних руд і для інших технічних і технологічних потреб. Основні споживачі вугілля — теплові електростанції (42 %), чорна металургія (20 %), котельні й комунально-побутове господарство (16 %) та інші (заводи напівкоксування, установки з виробництва електродних наповнювачів, адсорбентів, термографіту, сульфовугілля та ін.).
Зольність вугілля для коксування не повинна перевищувати 8–10 %. Збільшення зольності коксу на 1 % спричиняє його перевитрати на виплавку чавуну в доменній печі на 2,5 % і зниження продуктивності печі на 4 %. В енергетичному вугіллі підвищена зольність призводить до зниження теплоти згоряння. Вугілля, яке використовують для виробництва синтетичного бензину, повинно мати зольність не більше 5–6 % при вологості 2 %; для виготовлення електродів необхідне вугілля із зольністю не більше 2–3 %. Підвищення зольності вугілля на 1 % знижує його ціну на 2,5 %.

Зі зростанням видобутку безперервно збільшується абсолютна маса вугілля, що направляється на збагачення, сортування і брикетування. Ріст обсягу збагачуваного вугілля обумовлюється вимогами підвищення їхньої якості, що визначає економічну ефективність використання вугілля. Крім того, внаслідок погіршення гірничо-геологічних умов видобутку вугілля, широкої механізації виробництва та інших причин його якісна характеристика за зольністю, гранулометричним складом, вологістю і вмістом сірки погіршується.

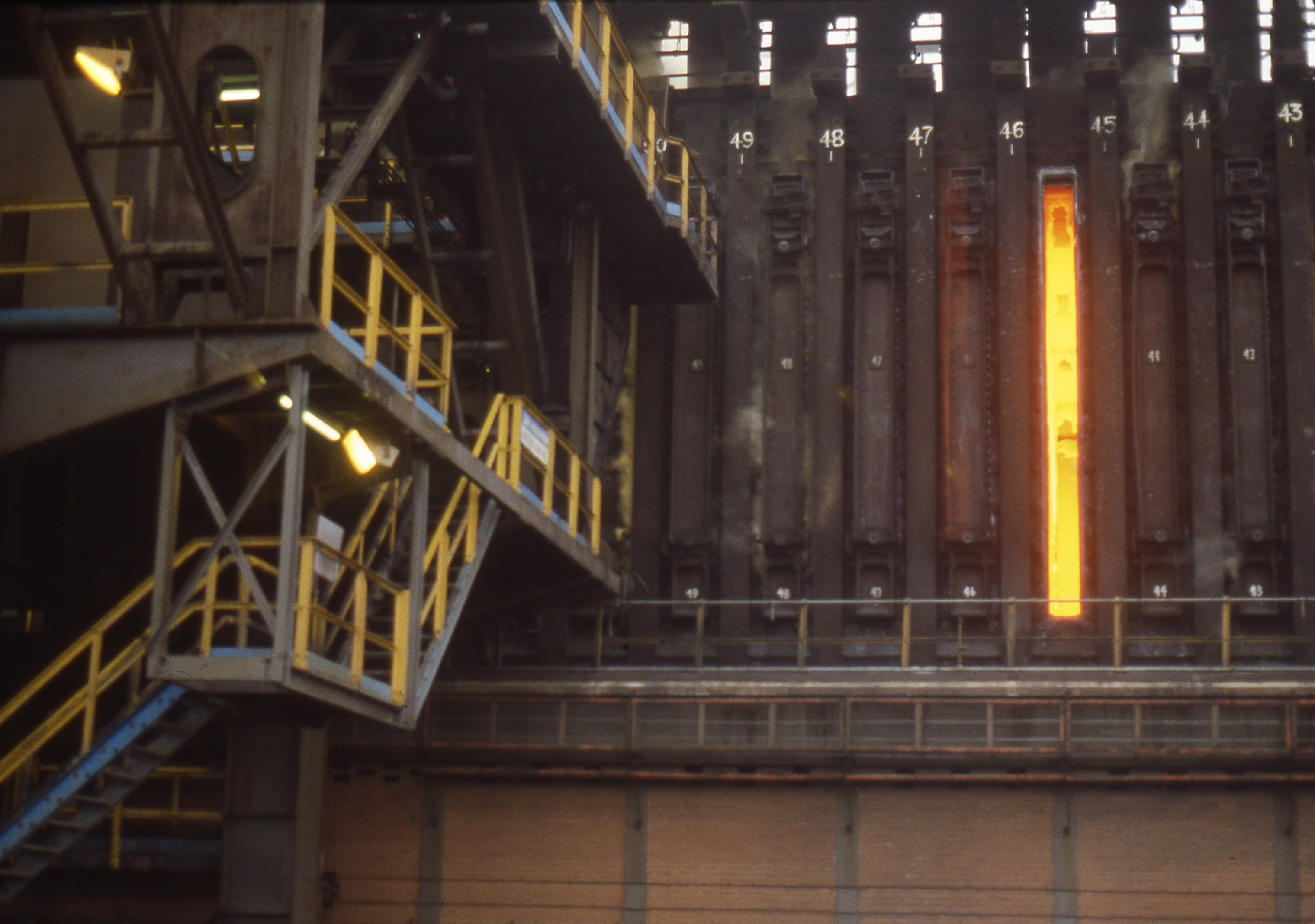
Коксування вугілля.

Перспективні напрями переробки вугілля — гідрогенізація і піроліз вугілля з метою отримання рідкого і газоподібного палива, а також продуктів для органічного синтезу, нових видів пластмас, вилучення сірки.

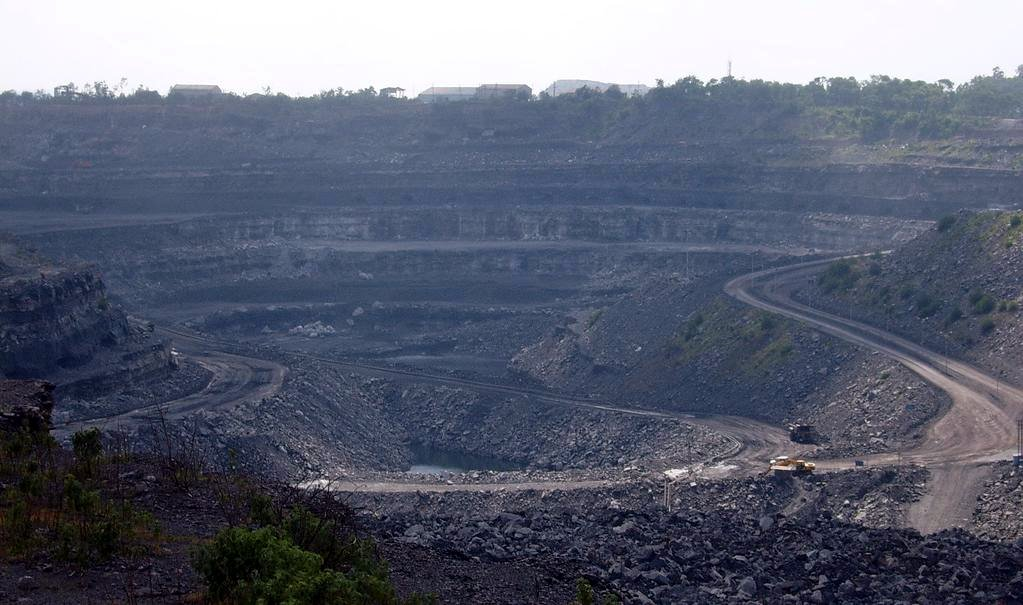
Вугільний кар'єр в Індії

Всього станом на 2018 рік у світі споживалося 3772,1 млн еквівалентних нафті тон вугілля. Україна споживала 26,2 млн еквівалентних тон. Десятьма найбільшими споживачами вугілля були:
| Споживання вугілля у 2018 р., в еквівалентних млн т нафти | Споживання вугілля у 2018 р., в еквівалентних млн т нафти |
| --------------------------------------------------------- | --------------------------------------------------------- |
| Китай                                                     | 1906,7                                                    |
| США                                                       | 317                                                       |
| Індія                                                     | 452,2                                                     |
| Японія                                                    | 117,5                                                     |
| Південна Корея                                            | 88,2                                                      |
| Росія                                                     | 88                                                        |
| Німеччина                                                 | 66,4                                                      |
| Польща                                                    | 50,5                                                      |
| Австралія                                                 | 44,3                                                      |
| Туреччина                                                 | 42,3                                                      |

### Технологічні процеси переробки вугілля
Технологічні процеси переробки вугілля включають збагачення вугілля, коксування вугілля, гідрогенізацію, скраплення, піроліз, напівкоксування.

### Вплив на довкілля і здоров'я людей
Теплові електростанції, що працюють на вугіллі, щороку виробляють понад 100 млн тон вугільної золи. Понад половина цих відходів потрапляють у водойми, озера, звалища та інші місця, звідки з часом проникають у водні шляхи та запаси питної води. Інші негативні наслідки включають дренаж кислотних гірських порід з вугільних шахт, знищення гірських потоків і долин через розробку гір, а також виснаження запасів води, котрими користуються теплові електростанції.
При спалюванні вугілля виділяються ртуть, свинець, діоксид сірки, оксиди азоту, тверді частинки та важкі метали. Вплив на здоров'я може варіювати від астми та утруднень дихання, до ушкодження мозку, проблем із серцем, раку, неврологічних розладів та передчасної смерті.
Хімічно вугілля — це переважно вуглець, який при спалюванні реагує з киснем у повітрі, утворюючи вуглекислий газ. Викидаючись в атмосферу, вуглекислий газ спричиняє парниковий ефект, який в довгостроковій перспективі призводить до посух, підвищення рівня моря, повеней, екстремальної погоди та скорочення біорізноманіття.

## Тематичні сайти
- Гірничопромисловий портал України [Архівовано 15 грудня 2021 у Wayback Machine.]

## Виноски
1. 1 2 3 4 5 6 7 8 9 10 11 12 13 14 15 16  Вугілля викопне / Мала гірнича енциклопедія. Т. 1. А-К. Донецьк: Донбас. 2004. с. 190—192.
2. ↑  Текстура вугілля / Мала гірнича енциклопедія. Т. 3. С-Я. Донецьк: Донбас. 2013. с. 256.
3. ↑  Структура викопного вугілля / Мала гірнича енциклопедія. Т. 3. С-Я. Донецьк: Донбас. 2013. с. 196.
4. ↑  Надмолекулярна організація вугілля / Мала гірнича енциклопедія. Т. 2. Л-Р. Донецьк: Донбас. 2007. с. 196—197.
5. 1 2  Пористість вугілля / Мала гірнича енциклопедія. Т. 2. Л-Р. Донецьк: Донбас. 2007. с. 377.
6. ↑  Лазаров Л., Ангелова Г. Структура и реакции углей . - София: Болгарская Академия наук, 1990. - 232 с.
7. 1 2 3  Саранчук, Віктор (2008). Основи хімії і фізики горючих копалин. Донецьк: Східний видавничий дім. с. 179—188.
8. 1 2  Вугілля буре / Мала гірнича енциклопедія. Т. 1. А-К. Донецьк: Донбас. 2004. с. 190.
9. 1 2 3  Вугілля кам'яне / Мала гірнича енциклопедія. Т. 1. А-К. Донецьк: Донбас. 2004. с. 192—193.
10. ↑  Антрацит / Мала гірнича енциклопедія. Т. 1. А-К. Донецьк: Донбас. 2004. с. 58.
11. ↑  Вуглефікація / Мала гірнича енциклопедія. Т. 1. А-К. Донецьк: Донбас. 2004. с. 197—198.
12. ↑  Саранчук, В. І. (2008). Основи хімії і фізики горючих копалин : підручник. Донецьк: Східний видавничий дім. с. 126.
13. 1 2 3 4  BP Statistical Review of World Energy 2018 69th edition. British Petroleum. 2018. с. 42—43.
14. ↑  Which countries have the highest coal reserves in the world?. www.mining-technology.com. Архів оригіналу за 1 лютого 2018. Процитовано 22 жовтня 2020.
15. ↑  Golas, Peter J and Needham, Joseph (1999) Science and Civilisation in China. Cambridge University Press. pp. 186–91. ISBN 0-521-58000-5
16. ↑  coal [Архівовано 2 травня 2015 у Wayback Machine.]. Encyclopædia Britannica.
17. ↑  Marco Polo In China. Facts and Details. Retrieved on 11 May 2013. [Архівовано 21 вересня 2013 у Wayback Machine.]
18. ↑  Carol, Mattusch (2008). Oleson, John Peter (ред.). Metalworking and Tools. Oxford University Press. с. 418–38 (432). ISBN 978-0-19-518731-1. {{cite book}}: Проігноровано |work= (довідка)
19. ↑  Irby-Massie, Georgia L.; Keyser, Paul T. (2002). Greek Science of the Hellenistic Era: A Sourcebook. Routledge. 9.1 "Theophrastos", p. 228. ISBN 978-0-415-23847-2. Архів оригіналу за 5 лютого 2016. {{cite book}}: Проігноровано невідомий параметр |df= (довідка)
20. ↑  Основи хімії і фізики горючих копалин : підручник. Донецьк: Східний видавничий дім. 2008. с. 15—16.
21. 1 2 3  Вугілля. ТОВ Нафтогаз Трейдінг. Архів оригіналу за 28 лютого 2021. Процитовано 22 жовтня 2020.
22. ↑  Технологія збагачення вугілля : [навчальний посібник]. Донецьк: Східний видавничий дім. 2011. с. 9.
23. ↑  Клименко, Н. О.; Залеський, І. І. (2010). Техноекологія. Рівне: Національний університет водного господарства та природокористування. с. 134.
24. 1 2 3  Coal Power Impacts | Union of Concerned Scientists. www.ucsusa.org (англ.). Архів оригіналу за 26 жовтня 2020. Процитовано 23 жовтня 2020.